# Westfield (Norfolk)
Westfield – wieś w Anglii, w Norfolk. W 1931 wieś liczyła 86 mieszkańców. Westfield jest wspomniana w Domesday Book (1086) jako Westfelda.